# John Foxx
John Foxx, nome d'arte di Dennis Leigh (Chorley, 26 settembre 1948), è un cantante, musicista e fotografo britannico.
È stato il leader fondatore degli Ultravox che abbandonò nel 1979 per abbracciare la carriera solistica. Con l'album Metamatic (1980) diventa uno dei pionieri della musica elettronica stile new wave, sebbene con altri tre album negli anni ottanta si allontana dalle sonorità cold wave del debutto. Torna sulla scena musicale negli anni novanta, di nuovo con la musica elettronica, ma anche con la serie di album ambient Cathedral Oceans. Foxx continua tutt'oggi a produrre musica seguendo i due generi che a volte si incrociano. Fra le collaborazioni più riuscite, quella con Harold Budd, Louis Gordon, Robin Guthrie, Jori Hulkonnen e infine con il produttore Benge sotto il nome di John Foxx and the Maths. Foxx continua con un approccio multimediale producendo non solo musica ma anche fotografie e filmati per accompagnare i brani da lui composti. È stato anche autore di una serie di racconti brevi sotto il titolo di The Quiet Man. Nel 2014 gli è stato dato il titolo onorario di Honorary Doctor of Philosophy dall'università di Edge Hill in Inghilterra.

## Carriera

### Ultravox
Nel 1973 Foxx forma un gruppo denominato Tiger Lily che nell'agosto del 1974 tengono il loro primo concerto al Marquee Club di Londra. Il 14 marzo 1975 esce il singolo Ain't Misbehavin. Tra il 1974 ed il 1976 i Tiger Lily suonarono spesso a Londra in vari locali, per quanto il loro sound glam rock alla Bowie cominciò a essere soppiantato dall'avvento del punk. In una intervista alla BBC, Foxx racconta che ebbe l'opportunità di entrare a far parte come cantante dei London SS, gruppo che poi, con l'ingresso di Joe Strummer al suo posto, cambiò il nome in The Clash.
Dopo numerosi altri cambi di nome tra cui Fire of London e The Zips, i Tiger Lily finalmente si trasformano in Ultravox! col punto esclamativo. Lo stile del gruppo fonde insieme punk, glam rock, musica elettronica e new wave creando un proprio stile. È in questo periodo che Leigh assume il nome d'arte di John Foxx.
I componenti del gruppo oltre allo stesso Foxx alle tastiere, voce e compositore della maggior parte dei testi, erano Billy Currie al violino e al sintetizzatore, Chris Cross al basso, Warren Cann alla batteria e Stevie Shears alla chitarra. 
Firmano un contratto con la Island Records con cui, tra il 1977 ed il 1978, pubblicheranno tre album.
È del 19 gennaio 1977 l'uscita del loro primo singolo Dangerous Rhythm (My Sex la facciata B), mentre il loro primo album semplicemente intitolato Ultravox!, prodotto da Steve Lillywhite con l'assistenza di Brian Eno dei Roxy Music, è di poco successivo. L'album attirò molta attenzione, ma non vendette bene. Fu velocemente seguito dal secondo album Ha! Ha! Ha!, con un sound più marcatamente punk e contenente il singolo Rockwrok. Sebbene considerato a posteriori una delle pietre miliari del techno rock, anche il terzo album Systems of Romance non vendette molto. Fu durante le prime sessioni di prove di questo disco che Foxx si accorse di non sentirsi più realizzato nella musica degli Ultravox, ma ne attese la pubblicazione e la fine della tournée promozionale per comunicare agli altri membri la sua decisione di abbandonare il progetto per dedicarsi ad una musica elettronica più "pura".

### Prima parte della carriera solista e temporaneo ritiro dalle scene
Lasciati gli Ultravox, John Foxx firma un contratto con la Virgin Records e pubblica il suo primo singolo Underpass. Nel gennaio 1980 esce il primo album Metamatic in cui suona gran parte dei sintetizzatori e delle "rhythm machines" (così come vengono chiamate sulle note di copertina). È il primo album totalmente elettronico di un artista solista britannico.
Il successivo album The Garden, vede un allontanamento dal suono elettronico del lavoro precedente e un avvicinamento alle atmosfere di Systems of Romance.
Nel 1982 Foxx inaugura il proprio studio di registrazione "The Garden", ideato da Andy Munro, a Shoreditch nell'East London, in un ex-magazzino sede di un collettivo di artisti (scultori, pittori, musicisti, cineasti). 
Produce alcuni demo per il primo album di Virginia Astley "From Gardens Where We Feel Secure" e utilizzano il suo studio per registrazioni e demo anche i Depeche Mode (Construction Time Again), i British Electric Foundation, Brian Eno, Trevor Horn, The Cure, Nick Cave and the Bad Seeds, Tina Turner, Siouxsie and the Banshees e i Tuxedomoon.
Sempre nel 1982, Foxx produce della musica inedita per la colonna sonora del film Identificazione di una donna di Michelangelo Antonioni.
Dopo altri due album da solista, The Golden Section (1983) e In Mysterious Ways (1985), Foxx si ritira dalla scena musicale e si concentra sul lavoro di grafica sotto il suo vero nome Dennis Leigh. Con il ritorno in voga della musica elettronica, Foxx collabora nei primi anni novanta con i Nation 12 di Tim Simenon producendo due dischi 12" Remember e Electrofear. Tutti i brani con i Nation 12 sono stati pubblicati in CD solo nel 2004 sotto il titolo Electrofear.

### Il ritorno
Dopo la breve parentesi con i Nation 12 e il progetto Electrofear Foxx sparisce di nuovo dalla scena per emergere ancora nel 1997 con la prima collaborazione con il musicista di Manchester Louis Gordon. Il loro primo album insieme Shifting City esce a marzo dello stesso anno presentando di nuovo un suono totalmente elettronico come ai tempi di Metamatic mostrando anche l'influenza della musica psichedelica amata da Foxx negli anni sessanta. La musica viene definita dalla coppia come "modern urban blues". In completo contrasto con la nuova musica elettronica e a dimostrazione della sua versatilità musicale Foxx fa uscire nello stesso giorno di Shifting City un altro album intitolato Cathedral Oceans, musica ambient con una forte impronta religiosa e spirituale ricordando l'atmosfera di cattedrali gothiche. Foxx infatti ha ricevuto la prima ispirazione per il progetto Cathedral Oceans visitando il Duomo di Milano e ricordandosi i suoi anni da corista in gioventù. Ad ottobre del 1997 Foxx e Gordon intraprendono un breve tour della Gran Bretagna con sei date, e di nuovo nel 1998 con altre diece date. Nei due Exotour vengono presentati brani dall'album Shifting City e anche rivisitazioni di brani da Metamatic e canzoni eseguite con gli Ultravox.
Un secondo album della coppia Foxx Gordon The Pleasures of Electricity viene pubblicato nel 2001.
I due continuano a collaborare sia in studio che live fino al 2008. Escono altri sette album, con i loro nomi congiunti. La coppia si è esibita tre volte dal vivo in Italia: a Cento (FE) e a Milano in aprile 2007 e a Marghera (VE) in ottobre del 2008.
Il 2009 è anno particolarmente proficuo per Foxx. Nel febbraio esce My Lost City che comprende composizioni inedite di Foxx risalenti agli anni ottanta e ne spiega in modo affascinante l'origine scrivendo un testo molto toccante su quegli anni.
Nello stesso mese esce l'album strumentale A Secret Life, il primo con la collaborazione di Steve Jansen (Japan) e Steve D'Agostino. Con Robin Guthrie dei Cocteau Twins pubblica Mirrorball nel maggio 2009.
Nel luglio del 2009 una mostra multimediale DNA a Londra celebra la musica e l'arte di John Foxx con contributi da musicisti (Gary Numan, Nick Rhodes), video-artist (Karborn, Jonathan Barnbrook), registi (Alex Proyas), architetti (Antonino Cardillo) e artisti vari che hanno tratto ispirazione dalla carriera di Foxx per la loro arte. Nello stesso mese esce The Quiet Man che contiene le letture di alcune novelle scritte da Foxx durante un lungo periodo, e presentate in anteprima anche al 14° Festival internazionale di poesia di Genova. Le opere sono lette dall'attore britannico Justin Barton con musiche originali di Foxx. Ad ottobre escono le riedizioni speciali degli album The Pleasures of Electricity e Shifting City, quest'ultimo completamente remixato e abbinato ad un secondo disco che comprende The Omnidelic Exotour. Allo stesso tempo esce In the Glow un doppio CD live del tour del 1983 per promuovere The Golden Section. A dicembre escono i due brani inediti Destination e September Town scritti e registrati in collaborazione con il musicista Benge, specializzato nella musica elettronica di stampo analogico, sotto il nome di John Foxx & The Maths.
Il 5 giugno 2010, al Roundhouse di Londra si è tenuto un evento speciale per celebrare i 30 anni di carriera solista di Foxx, denominato Short Circuit. Fra gli eventi DJ Set del collaboratore finlandese di Foxx Jori Hulkonnen, DJ e speaker radiofonico Mark Jones, seguito da un concerto live di Foxx con un gruppo di musicisti creato ad hoc per l'evento usando solo strumenti elettronici analogici. La serata si è conclusa con un altro DJ set dei musicisti Gary Numan e Ade Fenton. La settimana prima dell'evento esce l'album solista di Foxx D.N.A., con un CD di brani strumentali inediti e un DVD con alcuni filmati per accompagnare dei brani sul CD insieme a dei filmati inediti creati con suoni ripresi dal repertorio di Foxx.
L'album di debutto con Benge sotto il nome John Foxx & The Maths intitolato Interplay esce il 21 marzo 2011. Seguono The Shape of Things e Evidence (entrambi nel 2012) e vari concerti dal vivo, fra cui una performance alla Lazzaretto di Ancona. Nella primavera del 2013 esce Rhapsody, una raccolta di brani eseguiti dal vivo (fra cui alcuni scritti da Foxx con gli Ultravox e da solista) e l'assegnazione prestigiosa come band di supporto sul tour degli Orchestral Manoeuvres in the Dark. Il gruppo di Liverpool pubblica per l'occasione un remix di John Foxx & the Maths di un loro brano intitolato Dresden. Nel 2017 esce The Machine, colonna sonora di una rappresentazione teatrale del racconto The Machine Stops di E. M. Forster, scritto nel 1909.
A febbraio 2020 viene pubblicata la notizia di un nuovo album Howl, in uscita a maggio dello stesso anno. Viene anticipata in streaming e download il brano omonimo in due versioni. Pubblicato a luglio del 2020, l'album vede la partecipazione di Robin Simon, collaboratore di Foxx ai tempi degli Ultravox.

## Discografia (album)

### Ultravox!
- 1977 - Ultravox!
- 1977 - Ha! Ha! Ha!
- 1978 - Systems of Romance
- 1980 - Three Into One - raccolta
- 1999 - The Island Years - raccolta
- 2016 - The Island Years (cofanetto con 3 CD dei primi tre album più un CD di inediti)

### Solista
- 1980 - Metamatic
- 1981 - The Garden
- 1983 - The Golden Section
- 1985 - In Mysterious Ways
- 1997 - Cathedral Oceans
- 2002 - The Golden Section Tour + The Omnidelic Exotour
- 2003 - Cathedral Oceans II - doppio con Cathedral Oceans
- 2005 - Cathedral Oceans III
- 2006 - Tiny Colour Movies
- 2007 - Metal Beat - intervista sul making of Metamatic
- 2008 - A New Kind of Man - Metamatic e brani correlati registrati dal vivo.
- 2009 - My Lost City
- 2009 - The Quiet Man
- 2009 - In the Glow (live 1983)
- 2010 - D.N.A. CD + DVD
- 2014 - B-Movie (Ballardian Video Neuronica)
- 2015 - London Overgrown
- 2018 - Metamatic (cofanetto, rimasterizzato, 3 x CD)
- 2020 - Concrete And Organised Noise (vinile, ed. limitata)
- 2022 - 	The Marvellous Notebook
- 2023 - Avenham
- 2023 - The Arcades Project
- 2025 - Wherever You Are

### Con Louis Gordon
- 1997 - Shifting City (special edition doppio CD nel 2009)
- 1997 - Exotour 1997 - EP
- 1998 - Subterranean Omnidelic Exotour
- 2001 - The Pleasures of Electricity (special edition doppio CD nel 2009)
- 2003 - Crash and Burn
- 2003 - The Drive EP
- 2006 - Live From a Room (As Big as a City)
- 2006 - From Trash
- 2006 - Sideways - con CD intervista
- 2008 - Impossible
- 2008 - Neuro Video - live 2007
- 2010 - Crash and Burn (special edition doppio CD)
- 2010 - Sideways (special edition doppio CD)

### John Foxx And The Maths
- 2011 - Interplay
- 2012 - The Shape of Things
- 2012 - Rhapsody
- 2014 - The Good Shadow (remix)
- 2017 - The Machine
- 2020 - Howl

### Altre collaborazioni
- 2003 - Translucence/Drift Music con Harold Budd
- 2005 - Electrofear con Nation 12
- 2009 - A Secret Life con Steve D'Agostino e Steve Jansen
- 2009 - Mirrorball con Robin Guthrie
- 2011 - Nighthawks con Harold Budd featuring Ruben Garcia
- 2013 - European Splendour (EP) - John Foxx + Jori Hulkkonen
- 2013 -  Empty Avenues (EP) - John Foxx and The Belbury Circle
- 2014 - Evidence of Time Travel (John Foxx & Steve D'Agostino)

### Raccolte
- 1992 - Assembly
- 2001 - Modern Art
- 2008 - Glimmer: the best of John Foxx
- 2008 - Cinemascope - cofanetto con 5 album + 1 DVD Cathedral Oceans 3
- 2010 - Metatronic - doppio CD + DVD
- 2010 - D.N.A. - CD + DVD
- 2010 - The Complete Cathedral Oceans - 3 CD + DVD + libro illustrato (Ottobre 2010)
- 2013 - Metadelic - 2 CD + DVD
- 2015 - 20th Century: The Noise
- 2016 - 21st Century: A Man, A Woman and A City (CD / CD+DVD)
- 2016 - Burning Car (vinile, raccolta di brani dell'epoca di Metamatic)
- 2016 - The Complete Cathedral Oceans
- 2023 - Annexe

## Discografia (singoli)
tutti singoli 7" vinile se non specificato diversamente
- con i Tiger Lily:
  - Ain't Misbehavin' - 3:12 / Monkey Jive - 3:36 (1974)
- con gli Ultravox!:
  - The Wild, the Beautiful and the Damned - 5:50 (1976)
  - Dangerious Rhythm - 4:14 / My Sex - 3:01 (1977)
  - Modern Love (live) - 2:31 / Quirks - 1:38
  - Young Savage - 2:58 / Slipaway - 4:09 (1977)
  - ROckwrok - 3:33 / Hiroshima mon amour - 4:54 (1977)
  - The Peel Sessions (1977 / 1988)
  - Slow Motion - 3:27 / Dislocation - 2:55 (1978)
  - Quiet Men - 3:15 / Cross Fade 2:56 (1978)
- da solista:
  - Underpass - 3:18 / Film One - 4:00 (1980)
  - Underpass (full length) - 3:56 / He's a Liquid (alternate) - 3:06 (1980) promo 12"
  - No-One Driving (Remix) - 3:42 / Glimmer - 3:35 -
  - No-One Driving (Remix) - 3:42 / Glimmer - 3:35 / This City - 3:05 / Mr. No 3:12 (1980) - 7" doppio
  - Burning Car - 3:12 / 20th Century - 3:04 (1980)
  - My Face - 3:21 - flexi-disc giallo in omaggio con Smash Hits
  - Miles Away - 3:17 / A Long Time - 3:49 (1980)
  - Europe After the Rain - 3:37 / This Jungle - 4:41 (1981) -
  - Europe After the Rain - 3:59 / This Jungle - 4:41 / You Were There - 3:49 (1981) - singolo 12"
  - Dancing Like a Gun - 3:38 / Swimmer 2 - 3:30 (1981)
  - Dancing Like a Gun - 4:11 / Swimmer 1 - 5:08 / Swimmer 2 - 3:30 (1981) - singolo 12"
  - Endlessly - 3:51 / Young Man - 2:53 (1982)
  - Endlessly (new version) - 4:18 / A Kind of Wave - 3:39 (1983)
  - Endlessly (new version) - 4:18 / Dance with Me - 3:31 (1983)
  - Endlessly (new version) - 4:18 / Ghosts on Water - 3:12 / A Kind Of Wave - 3:39 / Dance with Me - 3:31 (1983) - 7" doppio
  - Endlessly (12" version) - 7:40 / A Kind of Wave (12" version) 4:58 (1983) - singolo 12"
  - Your Dress - 3:59 / Woman on a Stairway - 4:28 (1983)
  - Your Dress - 3:59 / Woman on a Stairway - 4:28 / The Lifting Sky - 4:44 / Annexe - 3:04 (1983) - 7" doppio
  - Your Dress - 4:26 / The Garden - 7:14 (1983) - singolo 12"
  - Like a Miracle - 5:11 / The Lifting Sky - 4:44 (1983) - singolo 7" e 12"
  - Like a Miracle (extended version) - 8:11 / Wings & a Wind - 5:17 (1983) - singolo 7" e 12"
  - Stars on Fire - 4:52 / What Kind of a Girl - 4:40 (1985)
  - Stars on Fire - 4:52 / What Kind of a Girl - 4:56 / City Of Light - 3:38 / Lumen de Lumine - 2:36 (1985) - 7" doppio
  - Stars on Fire - 7:15 / City of Light - 3:38 / What Kind Of A Girl - 4:56 (1985) - singolo 12"
  - Enter the Angel - 3:58 / Stairway - 5:00 (1985)
  - Enter the Angel - 5:52 / Stairway - 5:54 (1985) - singolo 12"
  - "Mr No" (original 1980 version) / "Mr No" (Joakim remix) (2004) - singolo 12"
  - Burning Car (Dubterror remix) - 4:39 / 20th Century (Dubterror remix) - 4:52 - (2008) - singolo 12"
- con i Nation 12:
  - Remember - 3:11 /Remember (Sub Dub Mix) - 4:21 / Listen to the Drummer - 4:55 / Remember (Club Edit) (1990) - singolo 12"
  - Electrofear (Beastmix) - 4:20 / Electrofear (Shemsijo Mix) - 4:20 / Electrofear (Dogmix) - 3:56 (1991) - singolo 12"
- con Louis Gordon:
  - Exotour 97 EP: Burning Car - 8:39 / Dislocation - 4:39 / Overpass - 5:54 / This City - 4:31 / Shifting City - 8:43 (1997) - CD
  - The Drive EP : Drive (single edit) - 4:13 / Broken Furniture (radio edit) - 4:02 / Underwater Dreamsex - 6.11 / Making Movies - 9:22 / Your Shadow - 4:48 / Broken Furniture - 5:25 / Drive - 6:55 - (2003) CD
  - Impossible (Jori Hulkkonen remix) - 6:11 / Neuro Video (Jori Hulkkonen remix) - 5:28 (2008) - mp3 disponibili solo in download da Townsend Records
- con Jori Hulkkonen:
  - Never Been Here Before : Never Been Here Before (Jori Hulkkonen Dub) - Never Been Here Before (Sasse Dub) (2008) - 12" vinile
- con Benge sotto il nome John Foxx & the Maths
  - Destination : September Town (2009) - download da Townsend Records